# Jeffrey Dean Morgan
Jeffrey Dean Morgan (sinh ngày 22 tháng 4 năm 1966) là một nam diễn viên người Mỹ. Ông được biết đến với vai Negan trong phim truyền hình kinh dị The Walking Dead (2016–2022) và ngoại truyện The Walking Dead: Dead City (2023–nay). Ngoài ra, ông cũng đóng các vai khác như: John Winchester trong sê-ri Supernatural (2005–2007; 2019), Denny Duquette trong Grey's Anatomy (2006–2009), Jason Crouse trong The Good Wife (2015–2016), Joe Kessler và Billy Butcher trong The Boys (2024). Ở lĩnh vực điện ảnh, ông từng vào các vai William Gallagher trong P.S. I Love You (2007), Comedian trong Watchmen (2009), Clay trong The Losers (2010), Andrew Tanner trong Red Dawn (2012) và Harvey Russell trong Rampage (2018).

## Tiểu sử
Morgan sinh ra ở thành phố Seattle, Washington, mẹ là Sandy Thomas và cha là Richard Dean Morgan. Ông lớn lên ở Kirkland, Washington và học các trường Tiểu học Ben Franklin và Trung học cơ sở Rose Hill. Năm 1984, ông tốt nghiệp Trung học phổ thông Lake Washington và sau đó theo học Đại học Skagit Valley với niềm đam mê bóng rổ. Ông học được một thời gian ngắn thì bị chấn thương chân và xin nghỉ, chuyển hướng sang hội hoạ và viết văn.
Khi giúp một người bạn chuyển nhà từ Seattle tới Los Angeles, ông chỉ định ở lại một tuần nhưng sau đó đã quyết định ở hẳn để theo đuổi sự nghiệp diễn xuất.

## Đời tư
Morgan từng kết hôn với nữ diễn viên Anya Longwell từ năm 1992 tới 2003. Từ năm 2007 tới tháng 4 năm 2008, ông đính hôn với Mary-Louise Parker, đồng nghiệp từng đóng chung phim Weeds.
Năm 2009, diễn viên, nhà sản xuất Sherrie Rose tiết lộ với tờ Us Weekly rằng cô và Morgan có một con trai chung, sinh khoảng năm 2004–2005. Tuy nhiên Morgan chưa xác nhận thông tin này.
Năm 2009, Morgan bắt đầu hẹn hò với Hilarie Burton sau khi được vợ chồng diễn viên phim Supernatural Jensen Ackles và Danneel Ackles sắp xếp cho một cuộc hẹn. Cả hai sinh được một con trai vào ngày 14 tháng 3 năm 2010. Tám năm sau, họ sinh thêm một con gái vào ngày 16 tháng 2 năm 2018. Ngày 5 tháng 10 năm 2019, cặp đôi chính thức kết hôn, mặc dù nhiều nguồn tin cho biết họ đã kết hôn từ 2014.